# Ваувиль
Ваувиль (нем. Wauwil) — коммуна в Швейцарии, в кантоне Люцерн. 
Входит в состав округа Виллизау. Население составляет 1672 человека (на 31 декабря 2007 года). Официальный код — 1146.